# Raphia mannii
Raphia mannii är en enhjärtbladig växtart som beskrevs av Odoardo Beccari. Raphia mannii ingår i släktet Raphia och familjen Arecaceae. Inga underarter finns listade i Catalogue of Life.